# Aleksandr Shustov
Aleksandr Shustov (en russe : Александр Андреевич Шустов ; transcription française : Aleksandr Andreïevitch Choustov, né le 13 août 1984 à Karaganda au Kazakhstan) est un athlète russe retraité en 2017, spécialiste du saut en hauteur.

## Carrière
Sa carrière débute en 2005, avec un 2,23 m à Berdytchiv, puis l'année suivante un 2,28 m à Toula. En 2007, Aleksandr Shustov remporte les Universiades de Bangkok en battant son record personnel avec 2,31 m. Il termine deuxième des championnats nationaux russes en juillet 2007. Quatrième des Championnats d'Europe en salle 2009 en 2,29 m à Turin, il se classe troisième des Championnats d'Europe par équipes de Leiria en égalant la meilleure marque de sa carrière. 

### Champion d'Europe
Le 28 mai 2010, Aleksandr Shustov franchit la barre de 2,33 m lors du meeting de Sotchi et établit alors meilleure marque mondiale de l'année. Vainqueur des Championnats d'Europe par équipes de Bergen avec un saut à 2,28 m, il remporte son premier titre national à Saransk avec 2,32 m. Figurant parmi les favoris des Championnats d'Europe de Barcelone, Shustov y égale sa meilleure marque de la saison et s'adjuge le titre continental devant son compatriote Ivan Ukhov, ce qui lui permet de représenter l'Europe lors de la Coupe continentale 2010.

### Retraite (2017)
Il met un terme à sa carrière le 6 février 2017. Sa dernière compétition remontait à juin 2016 aux Championnats de Russie où il avait franchi 2,19 m.

## Palmarès
| Date | Compétition                       | Lieu             | Résultat | Marque  |
| ---- | --------------------------------- | ---------------- | -------- | ------- |
| 2005 | Championnats d'Europe espoirs     | Erfurt           | 12e      | 2,15 m  |
| 2007 | Universiade                       | Bangkok          | 1er      | 2,31 m  |
| 2009 | Championnats d'Europe en salle    | Turin            | 4e       | 2,29 m  |
| 2009 | Championnats d'Europe par équipes | Leiria           | 3e       | 2,31 m  |
| 2010 | Championnats d'Europe par équipes | Bergen           | 1er      | 2,28 m  |
| 2010 | Championnats d'Europe             | Barcelone        | 1er      | 2,33 m  |
| 2010 | Ligue de diamant                  | Ligue de diamant | 3e       | détails |
| 2011 | Championnats d'Europe en salle    | Paris            | 3e       | 2,34 m  |
| 2011 | Championnats du monde             | Daegu            | 8e       | 2,29 m  |
| 2011 | Ligue de diamant                  | Ligue de diamant | 11e      | détails |
| 2013 | Championnats du monde             | Moscou           | 6e       | 2,32 m  |
| 2015 | Championnats d'Europe en salle    | Prague           | 4e       | 2,28 m  |

## Records
| Épreuve         | Épreuve      | Performance | Lieu        | Date            |
| --------------- | ------------ | ----------- | ----------- | --------------- |
| Saut en hauteur | En plein air | 2,36 m      | Tcheboksary | 23 juillet 2011 |
| Saut en hauteur | En salle     | 2,34 m      | Paris       | 5 mars 2011     |